# 伊藤重夫
伊藤 重夫（いとう しげお、1950年 - ）は、日本の 漫画家、絵本作家、デザイナー。兵庫県神戸市出身。

## 来歴
兵庫県立兵庫工業高等学校デザイン科を出て、セツ・モード・セミナー中退。1971年に勝川克志、宮岡漣二、三宅政吉らと跋折羅社を設立（1977年退会）。神戸にてデザイン・スタジオ『ロケット・スタジオ』主宰。『跋折羅』（跋折羅社）、『夜行』（北冬書房）等に作品を発表した。

## 漫画作品
- 風吹く町 ぼくが君をどんなに好きか君は知るまい。 - 1972年、跋折羅2号掲載
- やわらかい午後 - 1974年、跋折羅4号掲載
- 夢の軌跡 - 1976年、跋折羅5号掲載
- 桂子の感情 - 1979年、夜行No.8掲載
- 10月影ふみ- 1979年、少年マガジンスペシャル（講談社）掲載
- ゆきものがたり - 1980年、夜行No.9掲載
- 苗の海 - 1980年、少年マガジンヤング増刊（講談社）掲載
- 青紫 - 1981年、夜行No.10掲載
- すみれ - 1981年、ヤングマガジン増刊（講談社）掲載
- 「塔をめぐって」より - 1982年、夜行No.12掲載
- チョコレート・スフィンクス・アゲイン - 1983年、単行本描き下ろし
- コートにすみれ - 1984年、Comic Box １・２月号 掲載
- ママレードのプリンセス - 1984年、COMICばく夏季号掲載
- ワルキューレ１ - 1984年、夜行No.13掲載
- 夢の勉強法 - 1985年、夜行No.14掲載
- 踊るミシン - 1986年、「夢の勉強法」に約160ページの大幅な加筆修正を施した単行本描き下ろし作品
- オレン時 - 1990年、COMICS A*ha No.2掲載
- 因数猫分解 - 1991年、夜行No.17掲載
- 反省生活入門 - 1991年、夜行No.17、1993年、夜行No.18掲載

## 単行本
- チョコレートスフィンクス考（跋折羅社）
- 踊るミシン（北冬書房）
- ダイヤモンド・因数猫分解（アイスクリームガーデン）

## 絵本・児童書
- 飛行船（工房 銀鼡）- 文／絵巳里、刷り／前田耕一・吉田薫、1974年（シルクスクリーンによる絵本３冊セット、限定80部）
- Hotチョコレート（小峰書店）- 文／今丈ヒロ子
- パパは落語家じゅげむでラップ（国土社）- 文／牧野節子
- あの子はなぞのスーパーガール（岩崎書店）- 文／早川真知子
- ハンサム・ガール（理論社）- 文／佐藤多佳子